# Fanariotes

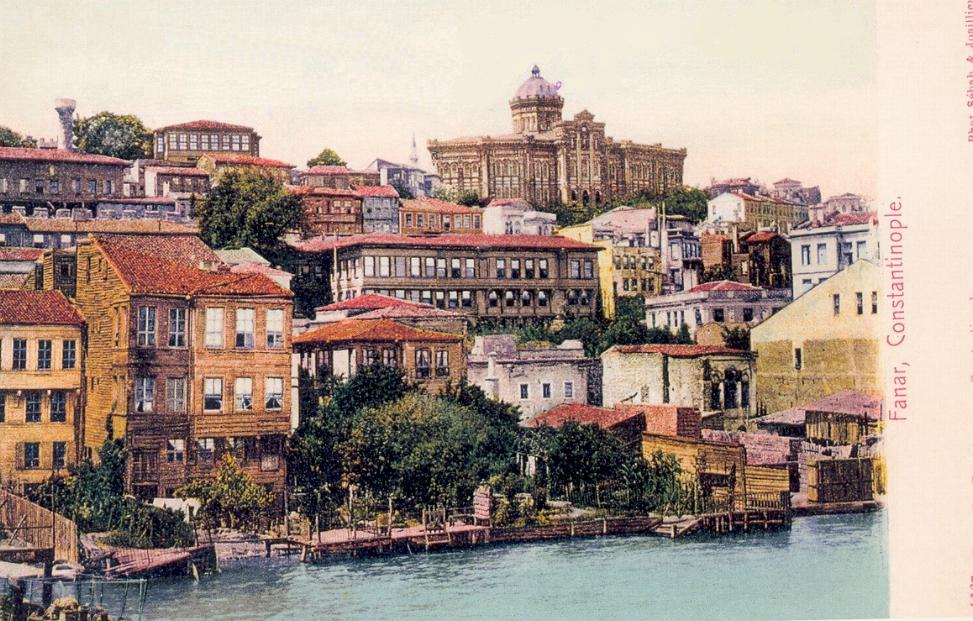
Vista del barri de Fener, el centre històric dels grecs otomans de Constantinoble a l'Imperi Otomà, ca. 1900

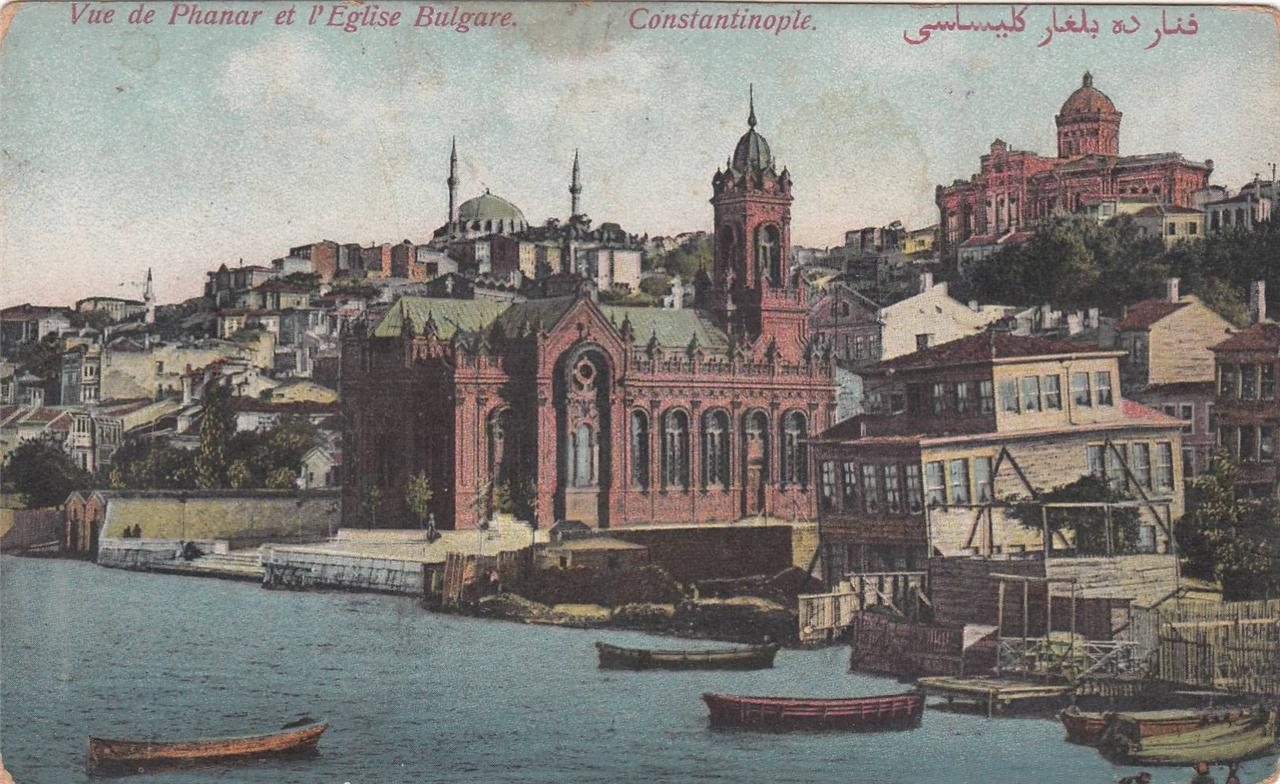
Una altra vista del barri de Fener, ca. 1900. En primer pla: l'Església de Sant Esteve dels Búlgars; dalt del turó: el Patriarcat de Constantinoble.

Els fanariotes (grec: Φαναριώτες; en romanès: fanarioţi: en turc: fenerliler) foren un grup de prominents famílies gregues que residien a Fanar (grec: Φανάρι, el modern Fener), el principal barri de Constantinoble (actual Istanbul), on està situat el Patriarcat Ecumènic Els fanariotes van dominar l'administració del Patriarcat i van intervenir amb freqüència en l'elecció de prelats, fins i tot del Patriarca Ecumènic, que té l'estatut de primus inter pares entre els bisbes ortodoxos.
Durant el segle xviii, alguns membres d'aquestes famílies, que havien acumulat grans fortunes, van accedir a càrrecs de gran importància dins de l'Imperi Otomà, com el d'intèrpret principal de la Sublim Porta, compartint amb el ministre d'afers exteriors otomà la direcció de la política exterior de l'imperi; com a intèrprets del kapudan paixà (almirall de la flota otomana), exercint funcions de govern a les illes de la flota otomana i també entre els anys 1711-1716 i 1821, van ser nomenats "gospodaros" o hospodares (voivodes o prínceps) dels principats danubians (Moldàvia i Valàquia), a aquest període se l'anomena habitualment l'època fanariota en la història de Romania.
Juntament amb dignataris de l'Església i les persones influents de les províncies, els fanariotes van representar la classe governant grega durant el regnat otomà, fins a la guerra d'independència de Grècia. Durant la guerra d'independència, els fanariotes van tenir un paper important i van influir en les decisions de l'Assemblea Nacional, el cos representatiu dels revolucionaris grecs, que es van reunir en sis ocasions entre 1821 i 1829.

## Ascens de la influència grega a l'Imperi Otomà
Després de la conquesta otomana de Constantinoble en 1453, quan el sultà Mehmet el Conqueridor virtualment va reemplaçar l'emperador romà d'Orient "de facto" i "de iure" entre els residents cristians, el patriarca ecumènic va ser reconegut pel sultà com el líder nacional i religiós (etnarca) dels grecs i dels altres grups ètnics de fe ortodoxa grega. El Patriarcat va adquirir més importància, i va ocupar un paper clau entre els cristians de l'imperi, perquè els otomans no distingien legalment entre nacionalitat i religió, per la qual cosa consideraven tots els cristians ortodoxos de l'Imperi com una sola entitat.
La posició del Patriarcat en l'estat otomà va estimular projectes de renaixement grec, centrats en la resurrecció i revitalització de l'Imperi Romà d'Orient. El Patriarca i els dignataris de l'Església van constituir el primer centre de poder per als grecs dins de l'estat otomà, un centre que va aconseguir infiltrar-se en les estructures de l'Imperi Otomà, i va atraure també a l'antiga noblesa romana d'Orient.
Com a resultat de l'administració fanariota i eclesiàstica, els grecs van arribar al zenit del seu poder, al segle xviii, i es convertiren en l'ètnia més influent entre les sotmeses per l'imperi. Això no havia estat sempre així a l'Imperi Otomà, ja que al segle xvi els eslaus del sud eren els més importants en els assumptes de l'estat otomà.A diferència dels grecs, hi havia un desig de convertir-se a l'islam (per gaudir de tots els drets de la ciutadania otomana) un fenomen molt poderós entre els habitants de l'Imperi Otomà. Al mateix temps, els serbis preferien no convertir-se, però van intentar aconseguir posicions militars de primer rang.
Amb el pas del temps, la presència dels eslaus a l'administració es va convertir en extremadament perillosa per a l'estat otomà, ja que aquests tendien a oferir suport a l'exèrcit dels Habsburg en el context de la guerra entre la Santa Lliga i l'Imperi Otomà. Fins al segle xvii, el patriarca grec de Constantinoble es va convertir en el líder suprem administratiu i religiós de tots els subdits ortodoxos de l'imperi, independentment de la seva filiació nacional. Tots els patriarques que havien estat independents fins llavors, incloent-hi el patriarcat de Sèrbia, fundat el 1557, passaren a estar sota l'autoritat de l'Església Grega.
A més, des del segle xvii els otomans es van enfrontar amb problemes en la seva política exterior, i ja no era tan fàcil imposar condicions als seus veïns; la Porta es va veure, per primera vegada, obligada a participar en negociacions diplomàtiques. A causa de la tradició otomana d'ignorar les llengües i cultures d'Europa Occidental en general, els funcionaris otomans es veien incapaços de gestionar aquesta mena d'assumptes. La Porta va designar els grecs com a ambaixadors, ja que eren considerats els més educats de l'imperi. Com a resultat, els així-anomenats "fanariotes", famílies gregues de Constantinoble, van arribar a ocupar càrrecs importants de secretaris i intèrprets per als funcionaris otomans.
Va aparèixer dos grups socials grecs i van contestar el lideratge de l'Església Grega.Aquestes poderoses classes socials eren els fanariotes a Constantinoble i els homes influents de les províncies de la Grècia otomana (kocabași, gerontes, dimogerontes, prokritoi). Segons afirmacions de Konstandinos Paparrigópulos, un dels historiadors grecs més importants, estantin Paparregopoulus, un dels historiadors grecs més importants, els fanariotes van ocupar es funcions seculars més importants del Tribunal Patriarcal i, per tant, sovint podien intervenir en l'elecció dels bisbes o influir en les decisions del Patriarca. Els comerciants grecs i clergues d'origen romà d'Orient, que havien aconseguit una gran prosperitat econòmica i política i van arribar a ser coneguts com a fanariotes, es van assentar en el districte situat en l'extrem nor-oest de Constantinoble,, que es va convertir en el centre del grec poder després de l'establiment de la seu del Patriarcat el 1461 (poc temps després que Santa Sofia hagués estat convertida en mesquita).

## Els fanariotes com a funcionaris importants
Durant el segle xviii, els fanariotes eren un grup aristocràtic i clerical hereditari, que gestionava els afers del patriarcat i el poder polític dominant de la comunitat grega otomana. Es van convertir en un important factor polític en l'imperi i, com a agents diplomàtics, van tenir un paper en els assumptes del Regne Unit, França i l'Imperi Rus.
Ells van entrar ràpidament a la competència amb els musulmans per algunes de les funcions administratives més importants de l'imperi: que incloïen recaptar impostos imperials, administrar els monopolis comercials, treballar com a subcontractistes en diferents negocis, ser proveïdors de la Cort del sultà i adquirir la dignitat de governants d'algun dels dos principats danubians - Moldàvia i Valàquia. Mentre complien les seves funcions oficials, es van iniciar en negocis privats, i van obtenir el control sobre el comerç de blat de la mar Negra. Els fanariotes van aconseguir expandir les seves activitats econòmiques al principi fins al Regne d'Hongria, i després fins a tots els estats d'Europa Central. Aquestes activitats van intensificar el seu contacte amb les nacions d'Occident, i els familiaritzaren amb les llengües i cultures europees.
Just abans de l'esclat de la guerra d'independència de Grècia, els fanariotes s'havien convertit en l'elit política del poble grec. Segons Paparregopoulos, fou una evolució natural, donada l'educació dels fanariotes i la seva experiència a supervisar vastes regions de l'imperi. Paral·lelament, Svoronos afirma que va subordinar la identitat nacional de la seva classe social, ja que el seu principal esforç era assegurar la convivència pacífica de conqueridors i conquerits, una convivència pacífica que a més garantís la seva pròpia prosperitat econòmica; Svoronos creu que, per aquest fet, els fanariotes no van enriquir la identitat nacional grega i van perdre el seu poder per enfrontar-se als grups disposats a lluitar a qualsevol cost amb l'Imperi Otomà (al principi el klephtii i després l'exèrcit) Svoronos creu que, per aquest fet, els fanairotes no van enriquir la identitat nacional grega i van perdre el seu poder per enfrontar-se als grups disposats a lluitar a qualsevol cost amb l'Imperi Otomà (al principi els kleftes i després els armatoloi.

## El domini fanariota als principats danubians

### Establiment i contrastos
Aquest període no s'ha d'entendre com el començament de la presència grega en els dos Principats, ja que prínceps grecs van ser nomenats aquí fins i tot abans del segle xviii. Després del final de l'època fanariota diverses famílies fanariotes, amb membres nascuts en sòl romanès, va començar a considerar Moldàvia i Muntènia com d'origen romanès i són presents avui en dia a la societat romanesa. Entre les famílies més importants hi ha la família Rosetti, el principal representant de la qual era C. A. Rosetti (promotor del radicalisme i el nacionalisme en el període posterior a la revolució romanesa de 1848) i la família Ghica (els representants de la qual, Grigore IV i Alexandre II, malgrat el seu origen, es consideren els primers governants "de la terra" després de la revolució de 1821).
L'atenció dels fanariotes es va concentrar a ocupar els càrrecs més favorables que l'Imperi podia oferir, així com en l'ocupació dels trons de Moldàvia i Valàquia, que encara eren relativament rics i autònoms - tot i que pagaven tribut com a estats vassalls dels otomans. Molts grecs van trobar aquí condicions favorables per a les seves activitats econòmiques, millors que en el context problemàtic de l'Imperi Otomà, i també van trobar l'oportunitat d'adquirir poder polític. Molts van passar a ser part dels boiars de Valàquia i Moldàvia a través d'aliances matrimonials.
Encara que rars, no estaven exclosos els regnats de prínceps locals. Aquesta situació va determinar a dues famílies romaneses hel·lenitzades de la noblesa, els Callimachi (inicialment "Călmaşul") i els Racoviţă, a penetrar en el nucli de Fanar, per augmentar les seves possibilitats d'ocupar el tron dels principats i, posteriorment, mantenir les seves posicions.
Si bé la majoria de les fonts estarien d'acord que 1711 va ser el moment en el qual l'erosió gradual de les institucions tradicionals va arribar al seu últim estat, aquestes característiques, normalment associades amb l'època fanariota, es van fer sentir molt abans. Els soldans otomans havien pressionat i de vegades forçat l'elecció del seu candidat des del segle xv] i els boiars estrangers - particularment de Grècia o del Llevant mediterrani - van competir amb els boiars locals des del segle xvi. Governants com Dumitrascu Cantacuzène a Moldàvia Gheorghe Duca a Muntènia, tots dos elegits el 1673, foren obligats a renunciar a tots els membres de les seves famílies, que van passar a ser ostatges a Constantinoble. Al mateix temps, el tradicional sistema electiu dels Principats va ser causa de llargs períodes de desordre polític, i estava dominat per un petit nombre de famílies ambicioses (locals o estrangeres), que va entrar en sagnants batalles amb força freqüència per ocupar ambdós trons, i que, a més, s'havien apoderat de les finques més grans al país.Un conflicte característic és el que enfronta les famílies Craioveştu i Cantacuzino, abans de 1711.

### 1711-1715
Un canvi clar en la política envers el dos principats estigué determinat pel fet que Valàquia i Moldàvia, tot i que autònomes, havien entrat en un període de contínues escaramusses amb els otomans, a causa de la insubordinació dels prínceps natius, cada cop més units a l'Imperi Rus amb l'arribada el poder de l'emperador Pere el Gran, i la ferma presència de l'Imperi dels Habsburg a la frontera dels Carpats amb els principats. La dissidència per part dels senyors locals va arribar a ser cada cop més perillosa per als turcs, els quals s'enfrontaven amb l'atractiu que suposava per a la població local la protecció oferta per un imperi ortodox. Això va arribar a ser evident durant el segon regnat de Mihai Racoviţă a Moldàvia, que va intentar escapar de l'Imperi Otomà amb l'ajut de l'emperador Pere el Gran. Racoviţă va ser reemplaçat per Nicolae Mavrocordat, fanariota en el seu segon regnat a Moldàvia, que havia estat el primer fanairota a governar Valàquia, en substitució de Ștefan Cantacuzino.
Un moment decisiu en la política de l'Imperi Otomà envers els principats danubians va ser la guerra entre Rússia i Turquia de 1710-1713, durant la qual Dimitrie Cantemir es va aliar amb Rússia. Després de la derrota dels russos, Cantemir va marxar a l'exili, i els otomans es van encarregar de la successió en el tron de Moldàvia i, al cap de poc temps, també a Valàquia - en aquest cas, a causa de l'aliança de Ştefan Cantacuzino amb el comandant militar dels Habsburg Eugeni de Savoia, cap al final de la Gran Guerra Turca.

## Característiques

### Governants i seguicis

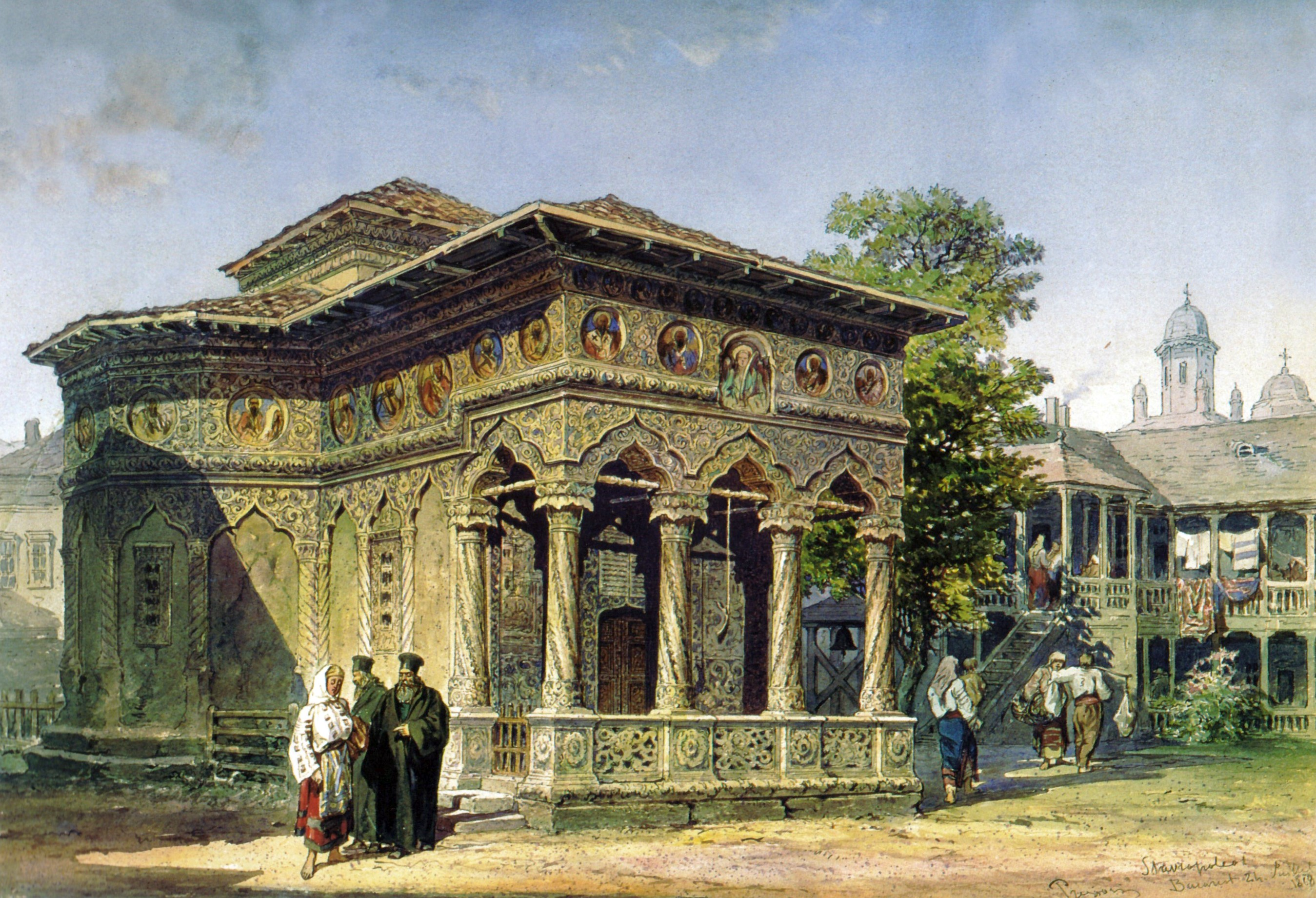
L'Església Stavropoleos, construïda a Bucarest per Nicolae Mavrocordat,, en una litografia de 1868 d'Amadeo Preziosi.

La persona elevada a la dignitat de príncep era normalment el drogman en cap de la Sublim Porta i, per tant, estava familiaritzat amb la política del govern otomà.
El nou príncep, que obtenia el seu càrrec a canvi d'un generós suborn (un vell costum), es dirigia al nou país que havia de governar (la llengua del qual, la majoria de vegades, no coneixia en absolut) amb un gran seguici. Un cop nomenats, els nous prínceps eren escortats fins a Iași o Bucarest per seguicis formats per les seves famílies, favorits i creditors (dels quals havia manllevat els fons per al suborn). El príncep i els seus homes de confiança comptaven amb recuperar en poc temps els seus deutes, i d'acumular prou diners per viure bé per a la resta de les seves vides, ja que els mandats no solien durar molt.
En total, en el període dels fanariotes, es van nomenar en els dos principats 31 prínceps d'11 famílies diferents. Moltes vegades acabaven exiliats o executats : dels 31 prínceps, 7 van sofrir morts violentes, i alguns van ser executats en les seves mateixes corts de Bucarest o Iaşi. La lluita per al tron podria arribar a ser tan dura, que s'arribava a assassinats dins de la mateixa família.
Quan, a causa dels nombrosos casos de traïció entre els principis, l'elecció va quedar reduïda a unes poques famílies, va arribar a ser freqüent per als senyors passar d'un principat a un altre. Diversos governants van ocupar el tron en els dos principats. El príncep de Valaquia, el principat més ric, havia de pagar certes sumes per evitar un trasllat a Iaşi, mentre que el príncep de Moldàvia solia subornar els seus partidaris de Constantinoble, amb el propòsit de ser nomenat a Valàquia. Per exemple, Constantin Mavrocordat fou nomenat no menys de deu vegades al tron d'un dels dos principats. No obstant això, va acumular deutes cap a diversos creditors, i fins i acabà devent diners al mateix sultà. Tanmateix, les institucions centrals otomanes buscaven mantenir el control sobre els dos principats sense explotar-los irracionalment. D'aquesta manera, Ahmet III va pagar part de la suma que havia de pagar Nicolae Mavrocordat per reduir la pressió fiscal sobre la població ordinària.

### Administració i boiars

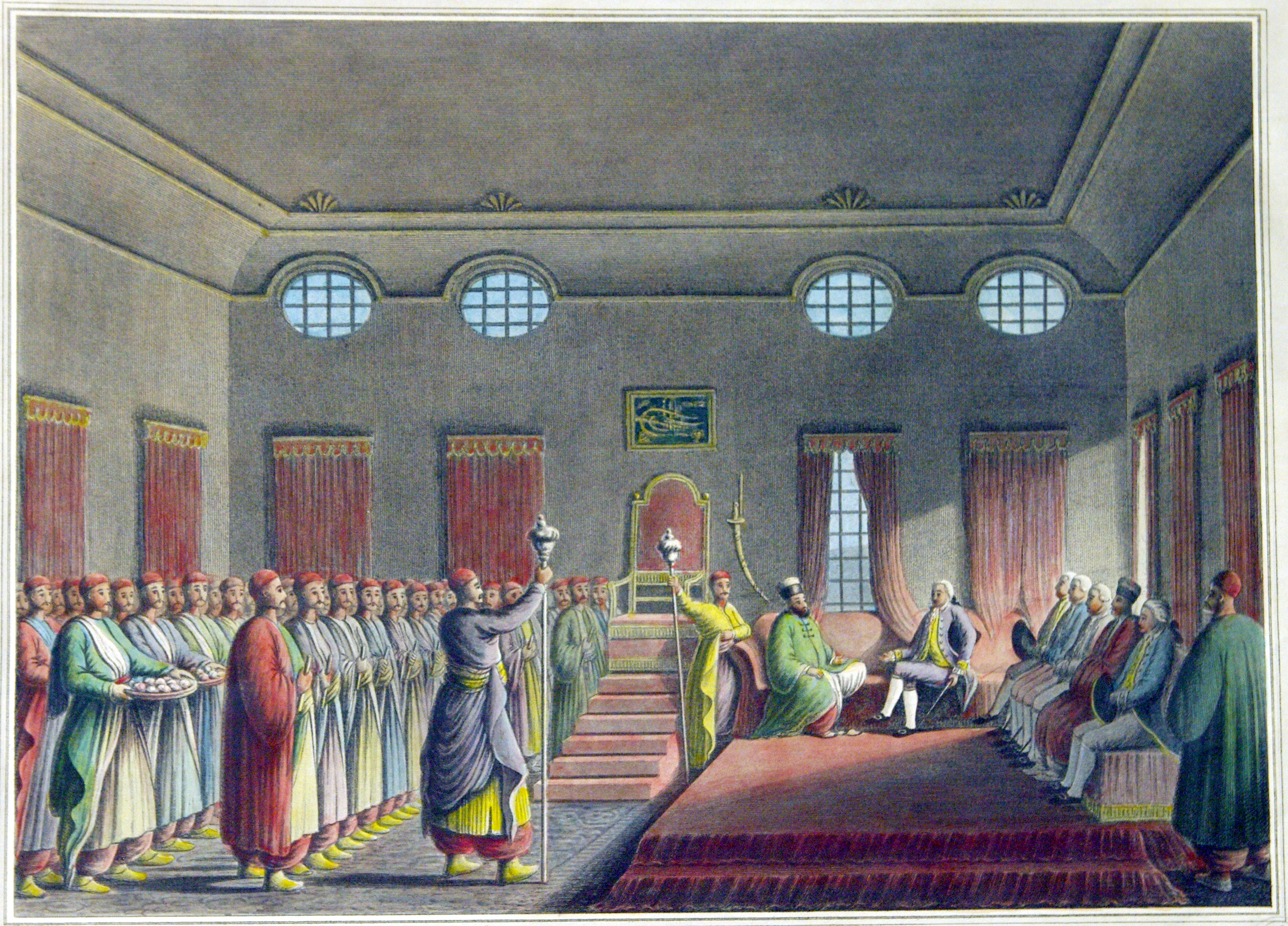
Alexandru Moruzi rebent l'ambaixador britànic a Curtea Nouă.

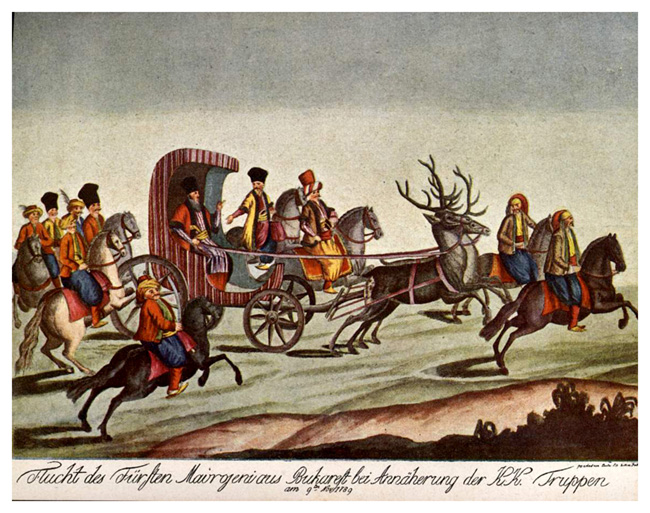
Una imatge de l'extravagància atribuïda als fanairotes de Muntènia: Nicolae Mavrogheni passeja per Bucarest en un carruatge tirat per cérvols (1780.)

L'època fanariota es va caracteritzar des del principi per polítiques fiscals excessives, dictades per les necessitats otomanes i per les ambicions dels governants, que, tenint en compte el seu estatut fràgil, buscaven retornar els diners als seus creditors al més aviat possible i després d'això, tractaven d'enriquir-se encara estaven en el poder. Per tal de satisfer les creixents necessitats de la Sublim Porta i garantir els beneficis personals, els governants fanariotes van endegar dures polítiques impositives a la població, que ràpidament va patir una situació de pobresa extrema. No obstant això, els impostos més odiosos (com el văcăritimposat per primera vegada per Iancu Sasul en la dècada de 1580), erròniament identificats amb els fanariotes en la historiografia romanesa moderna, eren molt més grans
Els efectes desastrosos d'alguns dels governs fanariotas contrasten amb els èxits i projectes d'altres, com el de Constantin Mavrocordat, que va abolir la servitud el 1746 en Valàquia, i el 1749 a Moldàvia, i el d'Alexandru Ipsilanti. Ipsilanti va intentar reformar la legislació i introduir el pagament de salaris als funcionaris públics en un esforç per frenar l'ús de quantitats excessives de fons públics pagades per al manteniment dels administradors, tant del país com grecs (s'havia arribat a la situació que ocupar un càrrec públic era més rendible que posseir terra). El seu "Pravilniceasca condică", un codi de lleis més aviat modern, va causar l'oposició dels boiars.
De fet, el propòsit de mandats com el d'Ipsilantis era sovint el de millorar les estructures de l'estat, en contra dels desitjos conservadors. Documents de l'època mostren que, malgrat els canvis de líders i les queixes dels boiars, prop de 80 % dels quals estaven al "Diwan" (una institució que més o menys representava els estats del principat) eren membres de velles famílies de boiars romanesos.> Això va significar la tendència a convertir en endèmics els temes socials i econòmics dels períodes anteriors, ja que el "cercle interior" de boiars no només aconseguia bloquejar les iniciatives d'amos com Alexandru Ipsilanti, sinó que feia una pressió extra per aconseguir diverses exempcions d'impostos (i els seus esforços eren normalment reeixits).
Després del Tractat de Küçük Kaynarca (1774) l'Imperi Rus va rebre el dret d'intervenir a favor dels súbdits otomans de fe cristiana ortodoxa, i les pressions polítiques otomanes van començar a ser menys efectives. La Sublim Porta porta es va veure forçada a fer algunes concessions, amb l'imperatiu de mantenir el control econòmic i estratègic sobre els dos principals: el tractat va frenar qualsevol augment futur del tribut, i entre 1774 i 1820, el tribut va baixar des de 50.000 a 20.000 monedes d'or (conforme a les monedes d'or austríaques) a Valàquia, i solament 3.100 a Moldàvia.
En el període immediatament posterior a la signatura del tractat, Rússia va utilitzar al màxim les noves prerrogatives. Així doncs, la deposició de Constantin Ipsilanti (a Muntènia) i Alexandru Moruzi (a Moldàvia) pel sultà Selim III (reclamada per l'ambaixador francès a Turquia, Horace François Bastien), en resposta a temors parcialment basats en una conspiració prolongada a Bucarest) va constituir un casus belli per a la guerra entre Rússia i Turquia de 1806-1812. (Ipsilanti fou reposat pel general Mikhaïl Miloràdovitx immediatament després que les tropes russes entressin a Muntènia).
Aquestes accions van inaugurar un període de protectorats russos en ambdós principats que van culminar amb l'administració del Regulamentul organic en la dècada del 1830. Els principats danubians havien guanyat una gran importància estratègica després de les guerres napoleòniques i el començament del declivi de l'Imperi Otomà, tan bon punt els estats europeus va començar a preocupar-se per l'expansió russa cap al sud (manifestada, entre altres coses, per l'annexió de Bessaràbia el 1812). A ambdós principats es van obrir diverses oficines consulars, per assegurar l'observació de l'evolució de les relacions russootomanes, els quals van tenir un impacte indirecte sobre l'economia local, ja que diplomàtics rivals van començar a atorgar la seva protecció i estatut de sudit als comerciants que competien amb els gremis locals.
En paral·lel, els boiars van iniciar campanyes de peticions en contra del poder dels prínceps: tot i que de vegades estaven adreçades a la Sublim Porta o a les autoritats de l'Imperi Habsburg, la majoria requerien la intervenció de Rússia. Mentre que les queixes eren casos reals o imaginaris de corrupció o abús polític, les peticions eren la il·lustració del conservadorisme dels signants. Els boiars tendien a referir-se a les capitulacions signades pels dos principats amb els otomans, i exigien el respecte dels drets o la reintegració dels drets que els eren garantits a través d'elles.Veien els intents de reforma dels prínceps com a il·legítims, i al·legven que eren contraris a les tradicions locals; en propostes alternatives (generalment sota la forma de projectes constitucionals), els boiars van expressar el seu desig d'instaurar una república aristocràtica.

### Final del període fanariota i llegat

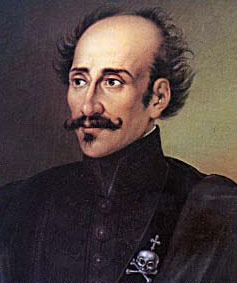
Aléxandros Ipsilantis (1792-1828), príncep dels principats danubians, oficial de cavalleria de l'Imperi Rus durant les guerres napoleòniques i líder de la Philikí Hetairía, va comandar la revolució grega a Valàquia i va planificar un aixecament pan-balcànic.

El paper dels governants fanariotes en els disturbis grecs després del 1820 (Vegeu: Guerra d'independència de Grècia) 
i el caos provocat pel Philikí Hetairía (del qual les famílies Ghica, Văcărescu n'eren membres actius després del seu aixecament contra l'Imperi Otomà a Moldàvia i l'aixecament de Valàquia de 1821 de Tudor Vladimirescu) va donar lloc a l'acabament de la designació dels governants de famílies de Fenar
A la primavera de 1822 des de Bucarest i Iași es van enviar delegacions per demanar governants del país a la Sublim Porta. Entre aquestes delegacions hi havia entre d'altres: Ioniţă Sandu Sturdza, descendent de Vlad Țepeș, Grigorie Dimitrie Ghica, nebot de Grigore Alexandru Ghica de Moldàviai Iordache Riscanu, futur membre del diwan moldau. Això va portar a Moldàvia, després del llarg període fanariota, a un nou governant de la terra, en la persona de Ioan Sturdza i de Grigore IV Ghica (Grigore Dimitrie Ghica) a Valàquia.
Enmig de tenses relacions entre els boiars i els prínceps, la revolta de Vladimirescu va ser principalment el resultat del compromís entre els pandurs d'Oltènia i la regència dels boiars que intentaven bloquejar l'ascensió de Scarlat Callimachi (l'últim governant fanariota a Bucarest). El govern de Ioan Sturdza a Moldàvia i el de Grigore IV Ghica a Valàquia es consideren els primers del nou període, tot i que el nou règim va acabar bruscament amb l'ocupació russa durant una altra guerra entre Rússia i Turquia i el posterior període d'influència russa.
La majoria dels fanariotes eren patrons de la cultura grega, l'educació i la impressió. Van fundar acadèmies que van atreure professors i alumnes de tota la comunitat ortodoxa i van tenir consciència de les tendències intel·lectuals a l'Europa dels Habsburg. Molts dels prínceps fanariotes eren governants capaços i amb visió de futur. Com a príncep de Valàquia el 1746 i Moldàvia el 1749, Constantin Mavrocordat va abolir la servitud i Aléxandros Ypsilantis de Valàquia (regnat 1774–1782) va iniciar grans reformes administratives i legals. El regnat d'Ypsilantis va coincidir amb canvis subtils en la vida econòmica i social i l'aparició d'aspiracions espirituals i intel·lectuals que apuntaven a Occident i a la reforma.
La condemna dels fanariotes és un focus del nacionalisme romanès, generalment integrat en un ressentiment general dels estrangers. La tendència unifica les actituds de pro i anti-modernització; Els grecs fanariotes es pinten com a elements reaccionaris (per la Romania comunista) i agents de canvi brutal i oportunista (com en l'obra de Mihai Eminescu Scrisoarea a III-a).

## Principals famílies fanariotes
- Angelos

Escut d'armes de la família Ghica

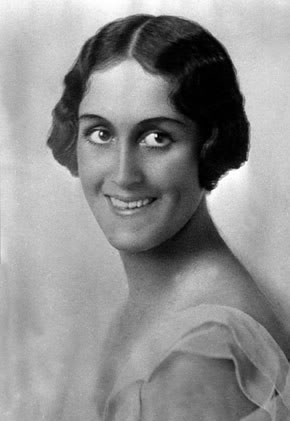
Aspassia Manos (1896–1972), esposa d'Alexandre I de Grècia

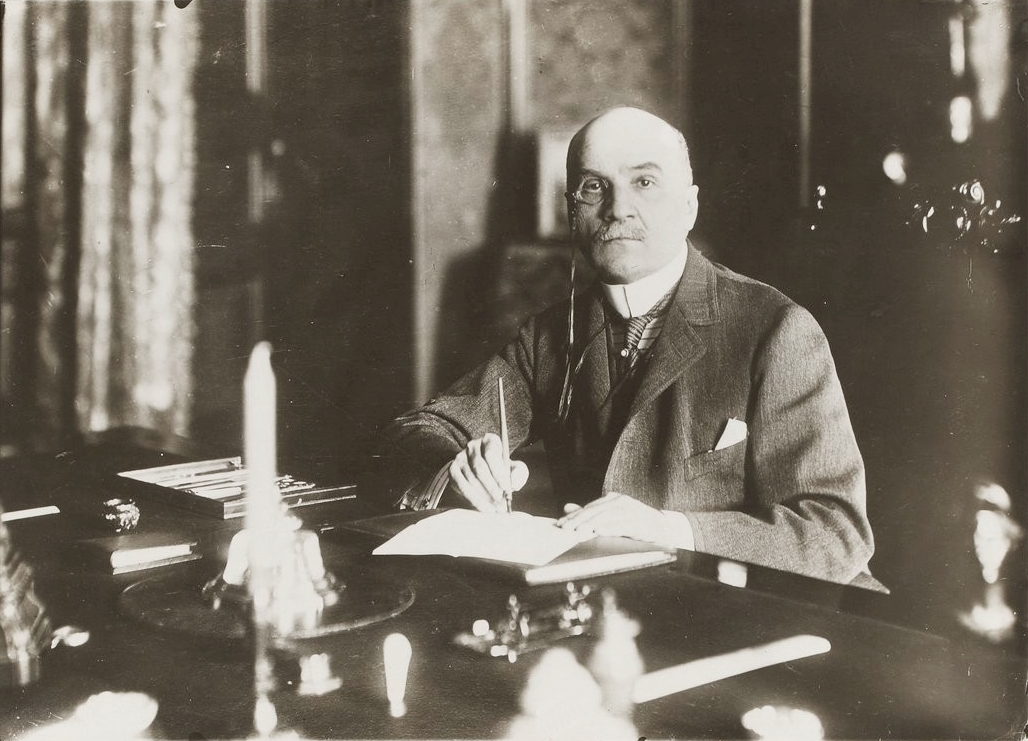
Maurice Paléologue (1859–1944),diplomàtic, historiador i assagista

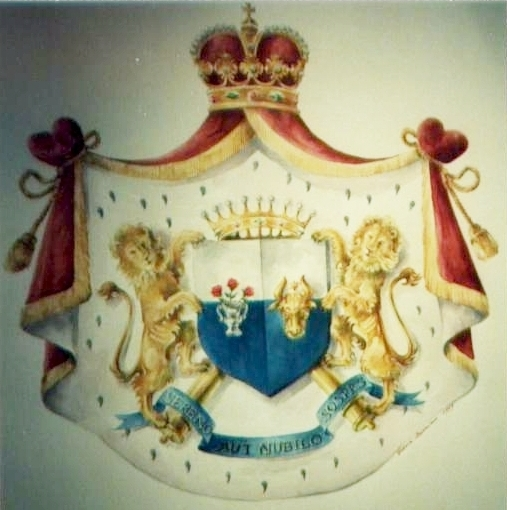
Escut d'armes de la família Rosetti

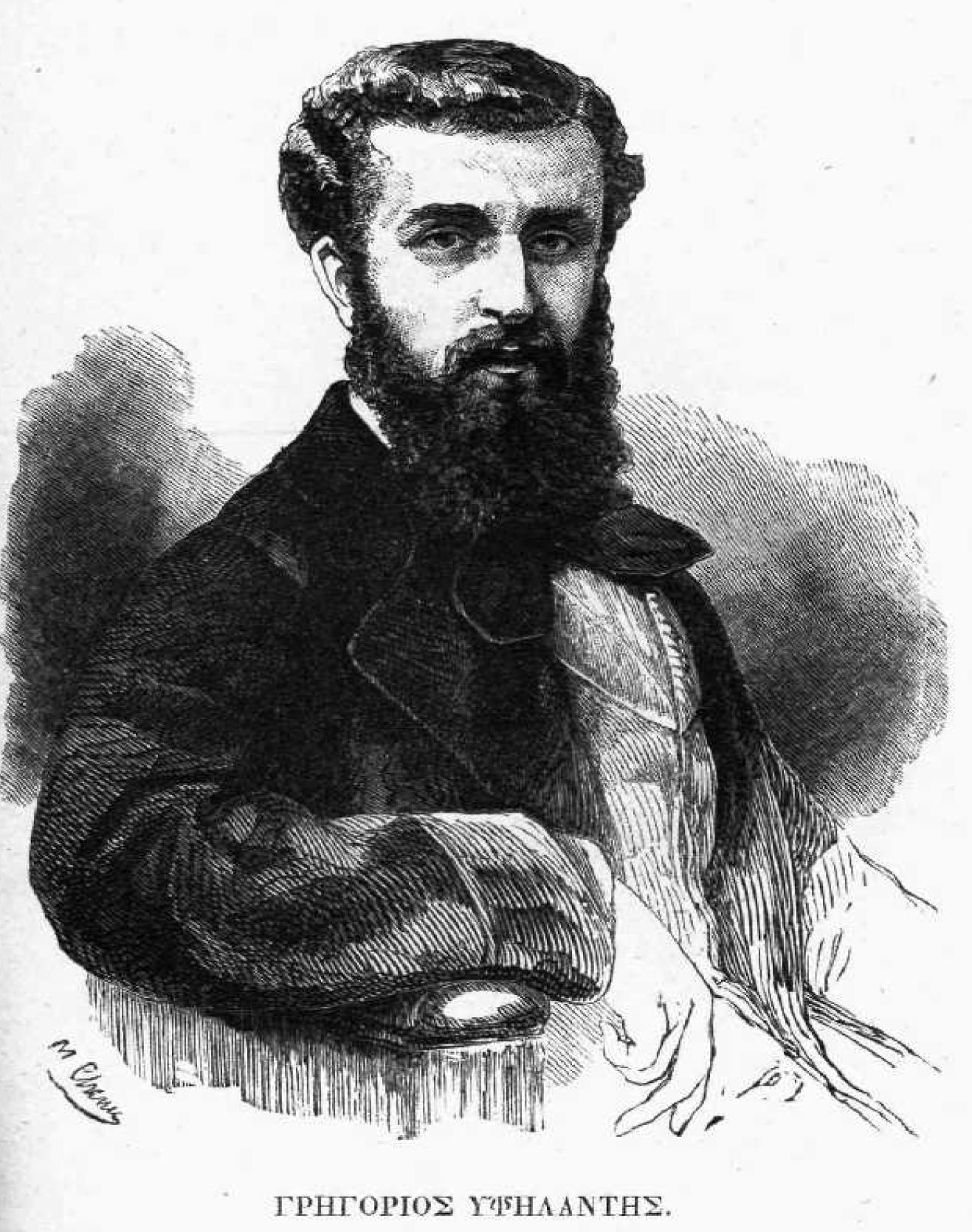
Grigorios Ipsilantis (1835–1886), diplomàtic grec

- Argyropoulos (vegeu Joan Argiropul)
- Athanasovici
- Família Callimachi (coneguda també com a Călmașu, Kalmaşu or Kallimaşu), originalment una família de boiars romanesos de Moldàvia
- Família Callivazis, originàriament de Trebisonda, es van traslladar a l'Imperi rus
- Canellou (Kanellou)
- Cantacuzino (coneguda també com a Kantakouzenus o Kantakouzenos, descendents dels Cantacuzè romans d'Orient)
- Caradjas (coneguts també com a Caragea, Karaca, Karacas, Karatzas)
- Caratheodoris (vegeu Constantin Carathéodory)
- Cariophyllis
- Chrisoscoleos
- Chrisovergis (també coneguts com a Hrisovergis), del Peloponnès
- Diamandis
- Doukas (coneguts també com a Dukas o Ducas), despotes de l'Epir
- Evalidis (coneguts també com a Evaoglous, Hadjievalidis), de Trebisonda
- Geralis, de Cefalònia
- Ghica, originalment aromanesos o albanesos de Macedònia
- Hantzeris (coneguts també com a Handjeri, Hançeri, Pıçakçı i Hançeroglou),
- Kavadas (Kavvadas), de Quios
- Comnè (Komnenus, Comnenos), de Trebisonda, emperadors romans d'Orient i de Trebisonda.
- Lambrinos
- Lapithis, de Creta
- Lazaridis (Lazarević), família serbianitzada de Montenegro
- Lermis (Lermioglous, Lermilis), grecs pòntics
- Levidis
- Mamonas
- Manos, originalment de Kastorià en el que més tard seria Macedònia
- Mavrocordatos (Mavrocordato, Mavrokardaoglou), de Quios
- Mavroudis
- Mourousis (Moruzi, Mavruzis)
- Musurus (vegeu Marco Musuro)
- Paleòleg, família imperial romana d'Orient originària de l'Àsia Menor, posteriorment marquesos de Montferrat
- Photeinos (Foteinos o Fotinos)
- Philanthropenos (Filandropenos)
- Rallis, de Quios, posteriorment una família política a la República de Grècia
- Rizos Rangavis (vegeu Alexandros Rizos Rangavis)
- Racoviță (Racovitza), noble família romanesa de Moldàvia i Valàquia
- Rallet
- Ramalo (Romalo)
- Família Rosetti (Ruset o Russeti), família de boiars de Moldàvia amb orígens romans d'Orient o genovesos
- Scanavis
- Schinas
- Sereslis
- Soutzos (Suțu, Sutzu o Sütçü)
- Tzanavarakis (Tzanavaris, Çanavaris o Canavaroğulları)
- Venturas
- Vlachoutzis
- Văcărescu, Boiars romanesos de Valàquia i primers poetes en romanès.[29]
- Vlastos, de Creta
- Ypsilantis (Ipsilanti)

## Antigues famílies
- Aristarchis
- Ballasakis
- Cananos
- Caryophyles
- Dimakis
- Eupragiotes
- Iancoleos (della Rocca)
- Mavrogenis (Mavrogenes; vegeu Nikólaos Mavrogénis i Mantó Mavrogenus)
- Moronas
- Negris
- Paladas, deCreta
- Plaginos
- Rizos Neroulos
- Ramadan
- Souldjaroglou
- Tzoukes